# Eduardo Romero
Eduardo Romero, född 17 juli 1954 i Córdoba, Argentina, död 13 februari 2022 i samma stad, var en av Argentinas mest framgångsrika professionella golfspelare.
Han blev professionell 1982 vid 28 års ålder efter att uteslutande ha spelat i Sydamerika på Tour de las Americas (före detta South American Tour). Hans internationella framgångar har kommit på den mer prestigefyllda PGA European Tour.
Romero spelade sin första tävling på Europatouren 1985 och har varit fullvärdig medlem sedan 1989. Han har varit en stabil spelare med åtta segrar och sju placeringar bland de 20 bästa på Order of Merit. 2002 blev han den äldste spelaren som vunnit på Europatouren efter Des Smyth och Neil Coles när han vann Scottish Open tre dagar före sin 48-årsdag. 2002 visade sig bli hans mest framgångsrika år då han kom femma i penningligan. 2004 fyllde Romero 50 år och bara några dagar senare slutade han på delad andra plats i sin första seniortävling, British Senior Open.
Romero vann mer än 80 tävlingar i Sydamerika. Han representerade Argentina i World Cup of Golf och Alfred Dunhill Cup flera gånger och deltog i 2002 och 2003 års UBS Cup.

## Segrar på Europatouren
- 1989 Lancome Trophy
- 1990 Volvo Open di Firenze
- 1991 Peugeot Spanish Open, Peugeot Open de France
- 1994 Tisettanta Italian Open, Canon European Masters
- 2000 Canon European Masters
- 2002 Barclays Scottish Open

## Övriga segrar
- 1983 Argentine PGA Championship
- 1984 Chile Open
- 1986 Argentine PGA Championship, Chile Open
- 1989 Argentine Open
- 1992 Argentine PGA Championship
- 1994 Argentine PGA Championship
- 1995 Argentine PGA Championship
- 1997 Argentine PGA Championship, Mexican Open
- 1998 Mexican Open